# 羵羊得羅介
羵羊得羅介（学名：Dolerocypria tsanyanga）为海星介科得羅介屬下的一个种。